# 伊藤正男
伊藤正男（日语：／ Itō Masao，1928年12月4日—2018年12月18日），日本神经科学家，理化学研究所脑科学研究所主任。

## 生平
伊藤1953年毕业于东京大学，获硕士学位，1959年获东京大学博士学位。1959年至1962年，他是澳大利亚国立大学的研究员。1963年起，他在东京大学任教。
2018年12月18日逝世，享年90岁。

## 荣誉
1992年当选为皇家学会外籍院士。曾获得1996年日本国际奖和2006年格鲁伯神经科学奖。